# 東口節子
東口 節子（ひがしぐち せつこ、1935年1月3日 - ）は、兵庫県出身の元女子競輪選手。現姓、原田。
現役時代は日本競輪選手会兵庫支部所属、ホームバンクは甲子園競輪場。日本競輪選手養成所創設前の期前選手で、選手登録番号女子310番。

## 来歴
1950年のある日、新聞で自身と同い年の女子選手が西宮競輪で優勝したという記事を見つけ、競輪選手になることを決意。当然に両親には反対されたが押し切り、初めてレーサー用の自転車を購入してもらう。
競輪選手になることを決意した時点では日本競輪選手養成所（当時は「日本サイクリストセンター」、のち「日本競輪学校（以下、競輪学校）」）創設前のことであり、当時は日本自転車振興会と選手会の各支部がそれぞれ独自でプロテストを実施していた。そのため、実技試験として神戸競輪場にて1000m独走タイムを計測したほか、学科試験もパスして同年春に合格通知をもらい、晴れて競輪選手となる。
1950年7月25日、小松島競輪場でデビュー、5着に終わる。初勝利は同開催の最終日、7月27日。ちなみに当時の競輪場には専用の選手宿舎というものはなく、競輪場近くにある指定旅館が選手宿舎代わりとなっていた。
初優勝は1951年春の松江競輪場。
かつて甲子園競輪場でもほんの一時期だがオートレースが開催されていたこともあり、「女子競輪選手にはオートレースもやってほしい」という依頼が来たこともあって、近くの鳴尾浜でオートレースの練習をしたこともあった。だが、自ら「（オートレースの練習を）辞めたい」と申し出たことで他の女子選手も追随したため、結局は競輪選手がオートレースにも出走するという話は立ち消えとなった。
全国争覇競輪や全国都道府県選抜競輪といった特別競輪では優勝歴はないが、複数回出場した。
女子競輪人気が下火となり開催が限られていく中で、1964年に女子競輪廃止が決定。自身も最後まで現役を続けたが、同年10月31日、選手登録消除。同日をもって全女子選手が引退したことで、昭和期の女子競輪は幕を閉じた。
引退後は、大津びわこ競輪場で行われた特別競輪・第16回高松宮杯決勝戦が行われた1965年6月8日に、かつて同大会の女子部門として行われた高松宮妃賜杯に出場経験のある元女子選手の代表の一人として招待され、近江神宮にて参拝後に座談会、閉会式では高松宮宣仁親王を囲んでの歓談と記念撮影が行われた。
のち結婚し原田姓となり、一般企業に就職。そして晩年は趣味の俳句に嗜んだ。
その後長い年月が経った2002年、テレビ番組「探偵!ナイトスクープ」（朝日放送テレビ）で、自身が投稿した一本の依頼が採用される（11月15日放送『はるかなる競輪老女』）。依頼内容とは、「近く娘が結婚することになったので、そのはなむけにバンクを走る母の雄姿をもう一度見せたい」というものであった。現役時代のシューズなどは自宅に残していたが、日本自転車振興会に寄贈した自身の自転車やトロフィー、優勝メダルなどは競輪学校に資料として保管されていたことが分かり、久しぶりに娘、探偵の北野誠とともに競輪学校を訪問することになった。引退以来約40年ぶりに自身の自転車に跨るも、当時の自転車のリムは木製でありすぐに壊れてしまったため、改めてリムを交換した上で自転車に跨り、そして当時在学中であった生徒にもカツラを被って化粧もするなど女装して協力してもらい、最後は娘の目の前で1着でゴールイン。娘に雄姿を見せつけた。
- ちなみに、「雄姿を見せつけたい」と言っていた自身の娘は、夙川学院高校在籍時にソウルオリンピック（1988年）で競泳女子日本代表として女子400m個人メドレーに出場した元競泳選手の原田裕代（英語版）（現在は水泳インストラクター[14]）。自身としては水泳でオリンピックに出たことよりもプロの競輪選手のほうが凄いと考えており、それが投稿のきっかけであった。また、「現役時代は毎日、当時自宅のあった西宮から山崎まで片道約50キロの道のりを自転車で走って練習した」とも語っていた[15]。子供はほかに長男（裕代の兄）がいる[16]。

平成に入り女子競輪が正式に『ガールズケイリン』として復活したことをきっかけに、「昭和の時代に女子競輪が存在したことを、どれだけの方が知っておられるだろうか」という思いから、2017年に自伝である『女子競輪物語 青春をバンクにかけて』を自費出版した。

## 書籍
- 原田節子『女子競輪物語 青春をバンクにかけて』文芸社、2017年。ISBN 978-4-286-14361-3。